# Даугава (Рига, 1944)
«Даугава» (латис. Daugava) — колишній радянський та латвійський футбольний клуб з міста Рига. Заснований у 1944 році, розформований у 1990 році.

## Хронологія назв
- 1944—1947: «Даугава»
- 1948—1949: «Даугава-ВЕФ»
- 1950—1958: «Даугава»
- 1959—1962: «Даугава-РВЗ»
- 1963—1969: «Даугава-РЕЗ»
- 1970—1990: «Даугава»

## Історія
«Даугава» була заснована в 1944 році. У 1946 дебютувала в чемпіонаті Латвії й зайняла 5-те місце серед 8-ми команд. У 1948 команда разом з ризьким «Динамо» брала участь у змаганнях радянської першої ліги (центральна зона другої групи). Наступні 4 сезони «Даугава» провела у вищій лізі (Клас «А»). 1953—1959 роки команда провела в першій лізі (Клас «Б»), але в 1960 році, незважаючи на зайняте в попередньому сезоні 11 місце, була переведена в Клас «А». У 1961—1962 роках «Даугава» займала 21-ше місце серед 22 команд і з 1963 року знову опустилася в першу лігу (другу групу «А»).
Футболісти «Даугави», які в елітній радянській лізі провели найбільше матчів і забили голів:
| М  | Гравець              | Ігри |
|    |                      |      |
| 1. | Альфонс Егерс        | 109  |
| 2. | Віталій Симбірцев    | 92   |
| 3. | Михайло Амалін       | 89   |
| 4. | Ромуальд Астерстаркс | 87   |
| 5. | Вольдемар Судмаліс   | 87   |
| 6. | Яніс Ужуліс          | 83   |

| М  | Гравець             | Голи |
|    |                     |      |
| 1. | Георгій Смирнов     | 22   |
| 2. | Альфонс Егерс       | 20   |
| 3. | Борис Курнєв        | 15   |
| 4. | Яніс Ужуліс         | 12   |
| 5. | В'ячеслав Мартинов  | 12   |
| 6. | Петро Катрановський | 10   |

У 1971 році команда вибула в другу лігу і провела там 9 сезонів — до 1981 року, лише в 1976 році повернувшись на один сезон у першу лігу. У 1985 році «Даугава» була близька до виходу у вищу лігу, але зайняла в перехідному турнірі четверте, останнє місце. У наступному сезоні підвищення в класі завадило перевищення ліміту нічиїх: набравши в турнірі найбільшу кількість очок (62), «Даугава» позбулася двох, зігравши 14 матчів внічию при ліміті в 12. У 1989 році проблеми з фінансуванням знову привели до зниження в статусі.
| Склад переможців турніру першої ліги 1985 року |
| Воротарі: Олександр Кулаков, Ігор Бєлов. Захисники: Сергій Семенов, Шевляков, Дайніс Дегліс, Олег Алексеєнко, Ігор Нікішин, Сергій Анашкін. Півзахисники: Юрій Попков, Геннадій Шитік, Олександр Канищев, Валерій Семенов, Михайло Юропов, Сергій Віцеховський. Нападники: Євген Мілевський, Олександр Старков, Яніс Інтенберг. Старший тренер: Яніс Скределіс. Начальник команди: Станіслав Андросов. Тренер: Георгій Гусаренко. |

У 1990 році команда завоювала право знову грати у першій лізі, але була розформована. Її місце у 1991 році посіла інша ризька команда — «Пардаугава». Таку ж назву мала і сільськогосподарська фірма, яка належала тодішньому президенту ЛФФ Володимиру Лєскову. Незважаючи на те, що «Пардаугава» зайняла місце «Даугави» в першості ЛФФ, вона не є наступницею «Даугави», так як змінився власник, і ряд основних футболістів перейшли в «Сконто» і «РАФ». У команді грали в той рік в основному молоді футболісти, а сам клуб зайняв останнє, 22-ге місце. Відігравши потім три сезони у вищій лізі чемпіонату Латвії, команда в 1995 році збанкрутувала і після шести ігор знялася зі змагань.
У 1996 році під ім'ям «Даугави» стало виступати ризьке «Торпедо», яке у свою чергу збанкрутувало у 2000 році. Пізніше під цим ім'ям грала молодіжна команда, яка не виступала під емблемою «Даугави» і не була її офіційним наступником.
У 2007 році клуб «Діттон» з Даугавпілсу змінив назву на «Даугава» і став виступати під колишньою емблемою ризької «Даугави».
У січні 2008 року клуб «Даугава 90», що з'явився у 2005 році, теж змінив назву на «Даугава».

## Досягнення
Перша ліга СРСР:
- Чемпіон (1): 1985
- Срібний призер (2): 1986, 1987

 Друга ліга СРСР:
- Чемпіон (2): 1972, 1981
- Срібний призер (4): 1973, 1974, 1980, 1990

## Відомі гравці
- Альфонс Егерс
- Олександр Горюхов
- Юрій Іванов
- Леонід Островський
- Сергій Шавло
- Александрс Старковс
- Олександр Гришин
- Олег Алексеєнко
- Дайнис Дегліс
- Айварс Друпасс
- Олег Караваєв
- Олександр Канищев
- Лаймоніс Лайзанс
- Раймонд Лайзанс
- Євгеній Мілевський
- Ігор Никишин
- Володимир Пачко
- Юрій Попков
- Сергій Семенов
- Віталій Теплов
- Валерій Шанталосов
- Юрій Шевляков
- Геннадій Шитик
- Андрій Бахарєв